# Cattleya warscewiczii
Cattleya warscewiczii là một loài lan. Số nhiễm sắc thể diploid của C. warscewiczii được xác định là 2n = 40; số nhiễm sắc thể haploid là n = 20.
xxxxTrên một con tem Hungary|trái|nhỏ]]

## Hình ảnh

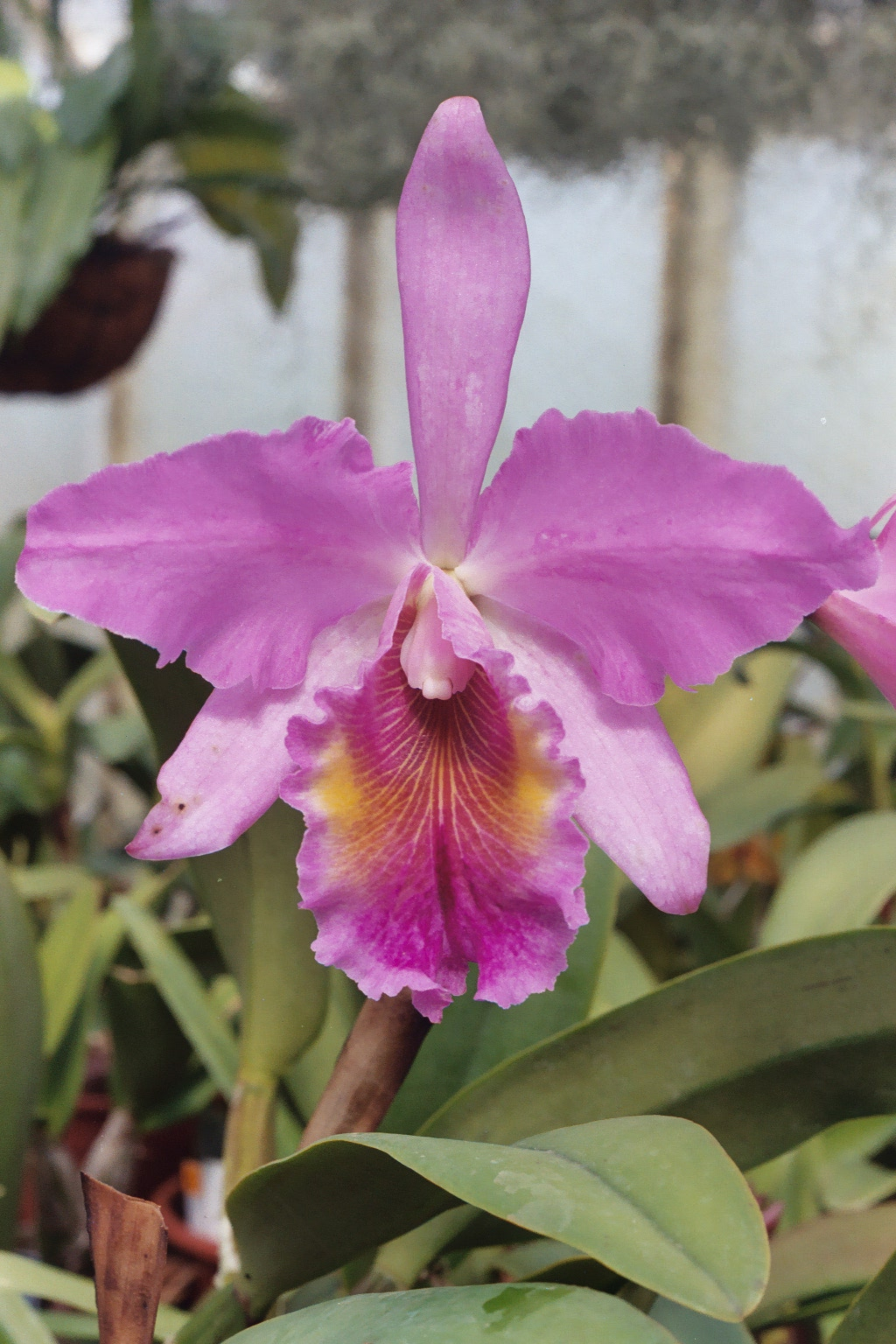
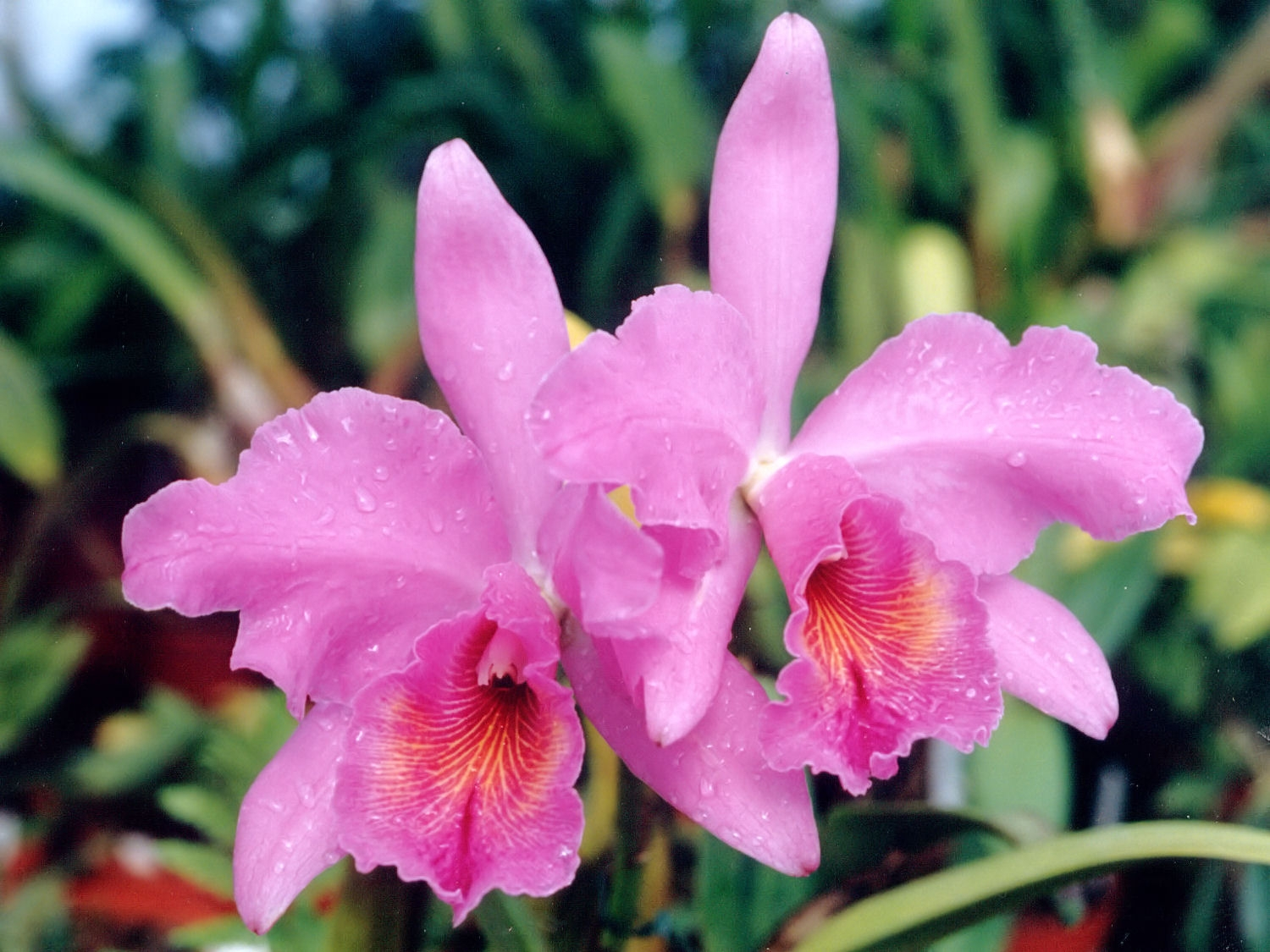
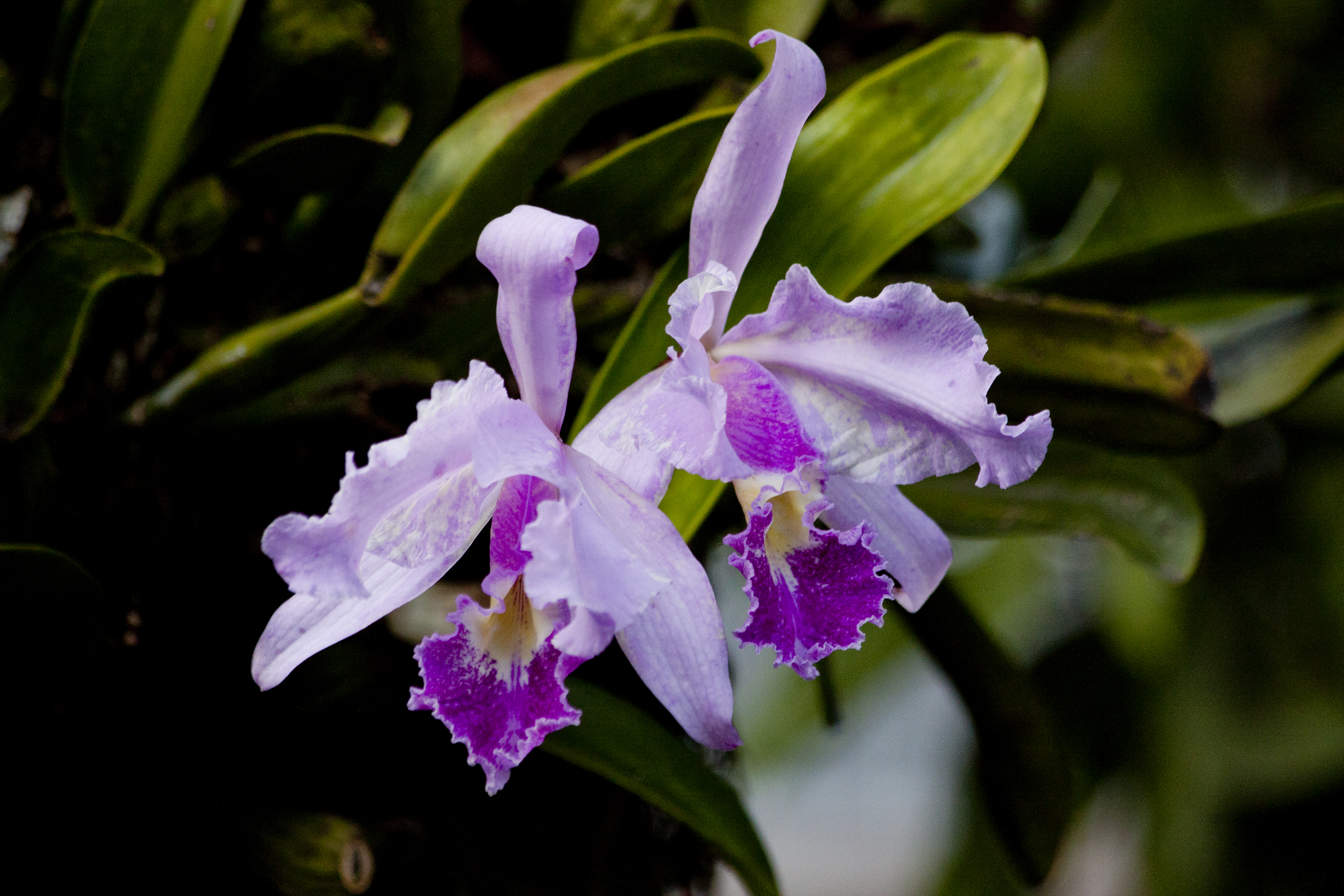
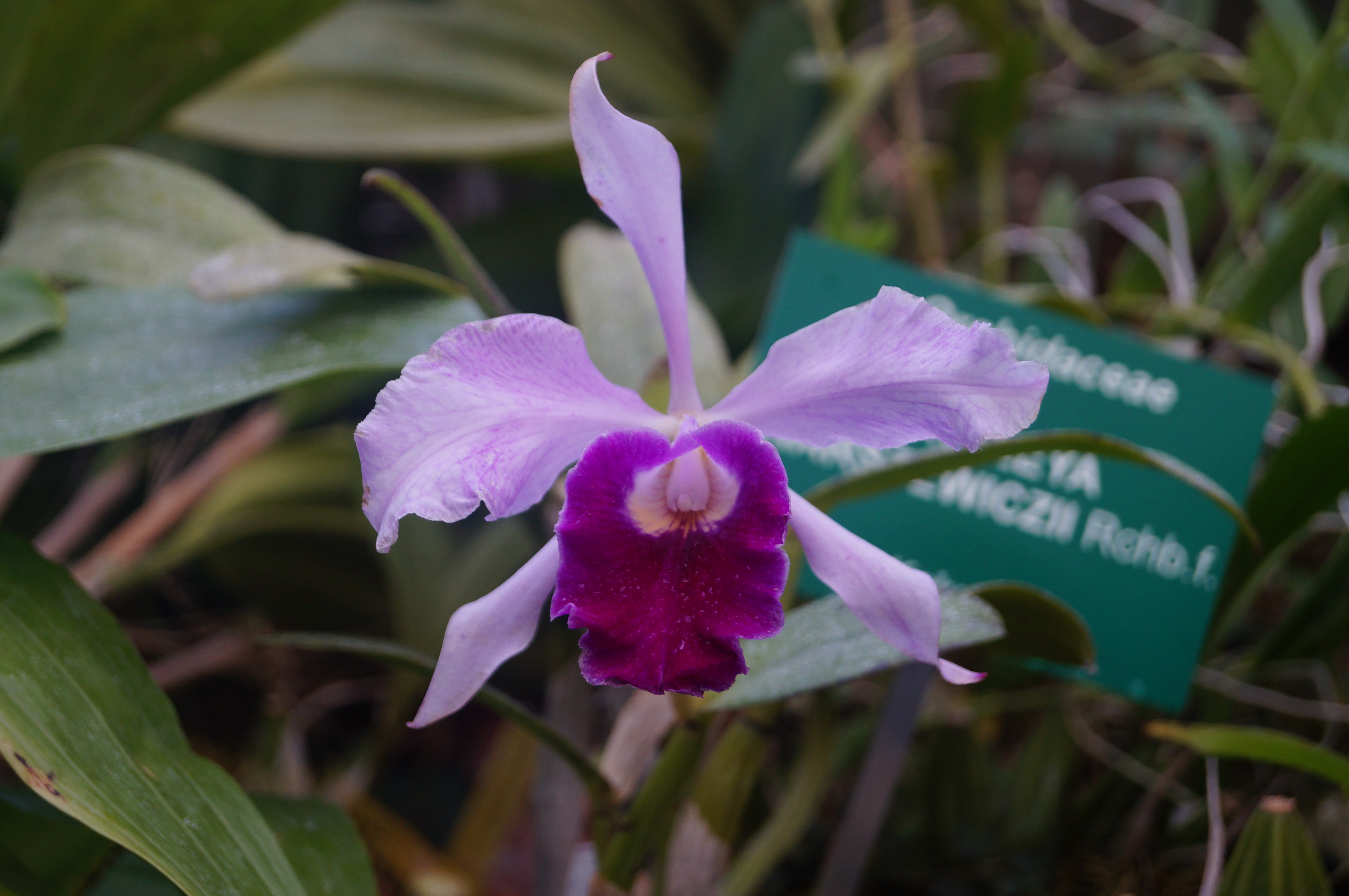

## Cước chú
1. ↑  "Variation in chromosome number and the basic number of subfamily Epidendroideae (Orchidaceae)". Truy cập ngày 26 tháng 3 năm 2015.